# Малобугульминское сельское поселение
Малобугульминское се́льское поселе́ние — муниципальное образование в Бугульминском районе Татарстана Российской Федерации.
Административный центр — село Малая Бугульма.

## История
Статус и границы сельского поселения установлены Законом Республики Татарстан от 31 января 2005 года № 18-ЗРТ «Об установлении границ территорий и статусе муниципального образования "Бугульминский муниципальный район" и муниципальных образований в его составе».

## Население
| 2010  | 2011  | 2012  | 2013  | 2014  | 2015  | 2016  |
| ----- | ----- | ----- | ----- | ----- | ----- | ----- |
| 1893  | ↘1890 | ↗1937 | ↗1956 | ↗2021 | ↗2035 | ↗2045 |
| 2017  | 2018  |       |       |       |       |       |
| ↗2053 | ↗2080 |       |       |       |       |       |

## Состав сельского поселения
| № | Населённый пункт | Тип населённого пункта            | Население |
| - | ---------------- | --------------------------------- | --------- |
| 1 | Алга             | посёлок                           |           |
| 2 | Ефановка         | посёлок железнодорожного разъезда |           |
| 3 | Малая Бугульма   | село, административный центр      |           |